# Karen Austin
Karen Austin (née le 24 octobre 1955 à Welch en Virginie-Occidentale aux États-Unis) est une actrice américaine. 

## Filmographie  sélective

### Cinéma
- 1979 : Fish Hawk de Donald Shebib : Mrs. Gideon
- 1985 : Les Chester en Floride de Carl Reiner : Sandy Chester, la femme de Jack
- 1985 : À double tranchant de Richard Marquand : Julie Jensen
- 1986 : The Ladies Club (en) de Janet Greek (en) : Joan Taylor
- 1989 : Far from Home de Meiert Avis (en) : Louise
- 1990 : A Girl to Kill For de Richard Oliver : Karen / Shopper
- 1996 : Lazarus de Waldemar Dziki : Anne
- 2000 : Lost in the Pershing Point Hotel de Julia Jay Pierrepont III : Pierrepont Summers
- 2009 : Bitch Slap de Rick Jacobson (en) : Narrateur
- 2010 : Order of Chaos de Vince Vieluf : Sherri
- 2011 : Rhum express de Bruce Robinson : Madame Zimburger
- 2013 : Sweet Talk de Terri Hanauer : Marchand de journaux / Infirmière
- 2013 : A Wicked Within de Jay Alaimo : Jean

### Télévision

#### Séries télévisées
- 1978 : Happy Days  : Fonzarelli Junior (Kid Stuff)  (saison 6 épisode 6)  :  Peggy Clark
- 1978 : 200 dollars plus les frais  : Un détective privé sans peur et sans reproche (White on White and Nearly Perfect) (saison 5 épisode 4)  : Veronica Teasdale
- 1978 : Dallas : L'accident (Survival)  (saison 2 épisode 9) : Dailey
- 1979 : The Misadventures of Sheriff Lobo  : Dean Martin and the Moonshiners (saison 1 épisode 1) : Lily
- 1979 : Pour l'amour du risque  : La Trappe (A New Kind of High)  (saison 1 épisode 10) : Karen Shields
- 1979 : Soap :  saison 3 épisode 10 : La femme de Chester
- 1980 : Family  : Play on Love (saison  5 épisode 7) : Emily
- 1980 : Family  : Daylight Serenade (saison  5 épisode 8) : Emily
- 1981 : Chips  : La routine (A Simple Operation) (saison 4 épisode 21) : Woman with Rabbit
- 1981 : Capitaine Furillo : Du sale argent (Blood Money) (saison 2 épisode 2) : West Virginia
- 1981 : Capitaine Furillo : Le dernier Blanc (The Last White Man on East Ferry Avenue)  (saison 2 épisode 3) : West Virginia
- 1981 : Capitaine Furillo : Quelle profession ! (The Second Oldest Profession) (saison 2 épisode 4) : West Virginia
- 1980 : Three's Company : Chrissy's Cousin (Saison 5 épisode 7) : Jennifer
- 1982 : Three's Company : Jack's 10 (Saison 6 épisode 19) : Denise
- 1982 : Quincy : The Shadow of Death (saison 7 épisode 16) : Rachael Kane
- 1982 : The Quest : Pilote de la série (saison 1 épisode 1) : Carrie Welby
- 1982 : The Quest : Last One There Is a Rotten Heir (saison 1 épisode 2) : Carrie Welby
- 1982 : The Quest : He Stole-A My Art  (saison 1 épisode 3) : Carrie Welby
- 1982 : The Quest : His Majesty, I Presume (saison 1 épisode 4) : Carrie Welby
- 1982 : The Quest : Escape from a Velvet Box (saison 1 épisode 5) : Carrie Welby
- 1982 : The Quest : A Prince of a Fellow (saison 1 épisode 6) : Carrie Welby
- 1982 : The Quest : Hunt for the White Tiger (saison 1 épisode 7) : Carrie Welby
- 1982 : The Quest : Daddy's Home (saison 1 épisode 8) : Carrie Welby
- 1982 : The Quest : R.S.V.P. (saison 1 épisode 9) : Carrie Welby
- 1983 : Trauma Center : Pilote de la série (saison 1 épisode 1) : Julie
- 1984 : Celebrity : saison 1 épisode 1 : Ceil Shannon
- 1984 : Celebrity : saison 1 épisode 3 : Ceil Shannon
- 1984 : Tribunal de nuit : All You Need Is Love (saison 1 épisode 1) : Lana Wagner
- 1984 : Tribunal de nuit : Santa Goes Downtown (saison 1 épisode 2) : Lana Wagner
- 1984 : Tribunal de nuit : The Former Harry Stone (saison 1 épisode 3) : Lana Wagner
- 1984 : Tribunal de nuit : Welcome Back, Momma (saison 1 épisode 4) : Lana Wagner
- 1984 : Tribunal de nuit : The Eye of the Beholder (saison 1 épisode 5) : Lana Wagner
- 1984 : Tribunal de nuit : Death Threat (saison 1 épisode 6) : Lana Wagner
- 1984 : Tribunal de nuit : Once in Love with Harry (saison 1 épisode 7) : Lana Wagner
- 1984 : Tribunal de nuit : Quadrangle of Love (saison 1 épisode 8) : Lana Wagner
- 1984 : Tribunal de nuit : Wonder Drugs (saison 1 épisode 9) : Lana Wagner
- 1984 : Tribunal de nuit : Some Like It Hot (saison 1 épisode 10) : Lana Wagner
- 1985 : Hôpital St Elsewhere : Saving Face (saison 3 épisode 16) : Dr. Mary Woodley
- 1985 : Hôpital St Elsewhere : Give the Boy a Hand (saison 3 épisode 17) : Dr. Mary Woodley
- 1985 : Hôpital St Elsewhere : Any Portrait in a Storm (saison 3 épisode 18) : Dr. Mary Woodley
- 1985 : Hôpital St Elsewhere : Red, White, Black and Blue (saison 3 épisode 19) : Dr. Mary Woodley
- 1985 : Hôpital St Elsewhere : Amazing Face (saison 3 épisode 20) : Dr. Mary Woodley
- 1985 : Our Family Honor : End of the Line (saison 1 épisode 10) : Detective Sgt. Sharon Howland
- 1986 : La Cinquième Dimension : Les Coulisses du temps : June Wright
- 1986 : La Loi de Los Angeles : Congélation post-mortem (Simian Chanted Evening) (saison 1 épisode 5) : Hillary Mishkin
- 1986 : La Loi de Los Angeles : Licenciement abusif (Slum Enchanted Evening)  (saison 1 épisode 6) : Hillary Mishkin
- 1986 : La Loi de Los Angeles : Histoire de chien (Raiders of the Lost Bark)  (saison 1 épisode 7) : Hillary Mishkin
- 1987 : La loi est la loi : Fatal Attraction (saison 1 épisode 2) : Rebecca Warfield [1]
- 1989 : Columbo : Il y a toujours un truc : Dr Paula Hull
- 1989 : Dolphin Cove : The Initiation of Lisa Ruddick (saison 1 épisode 4) : Lisa Ruddick
- 1990 : Rick Hunter : Romance inachevée (Unfinished Business)   (saison 6 épisode 15) : Lt. Megan Malone
- 1991 : Jack Killian, l'homme au micro : Un sale petit secret (Her Dirty Little Secret)  (saison 3 épisode 12) : Jenna Holloway
- 1991 : The Trials of Rosie O'Neill : Real Mothers  (saison 2 épisode 1) : Sheila Crane
- 1991 : The Trials of Rosie O'Neill : Knock, Knock (saison 2 épisode 2) : Suzanne
- 1991 : The Trials of Rosie O'Neill : Wolf Pack  (saison 2 épisode 4) : Sheila Crane
- 1991 : The Trials of Rosie O'Neill : Battle Fatigue (saison 2 épisode 10) : Sheila Crane
- 1992 : The Trials of Rosie O'Neill : Lady Luck (saison 2 épisode 11) : Sheila Crane
- 1992 : The Trials of Rosie O'Neill : The Other Woman (saison 2 épisode 12) : Sheila Crane
- 1992 : L'As de la crime : Judgement Day (saison 1 épisode 19) : Linda Scott
- 1995 : Live Shot : A Death in the Family (saison 1 épisode 4) : Helen Forbes
- 1995 : Live Shot : For Whom the Stinkin' Bell Tolls (saison 1 épisode 5) : Helen Forbes
- 1995 : Live Shot : The Forgotten Episode (saison 1 épisode 6) : Helen Forbes
- 1995 : Live Shot : Towering Infernos (saison 1 épisode 7) : Helen Forbes
- 1995 : Live Shot : What Price Episode? (saison 1 épisode 9) : Helen Forbes
- 1995 : Live Shot : Today Is the First Day of the Rest of Your Contract (saison 1 épisode 11) : Helen Forbes
- 1995 : Live Shot : Love Is a Mainly Splintered Thing (saison 1 épisode 12) : Helen Forbes
- 1995 : Live Shot : Decisions, Decisons (saison 1 épisode 13) : Helen Forbes
- 1995 : The Marshal : Time Off for Clever Behavior (saison 2 épisode 12) : Ellen Christopher
- 1995 : Sliders : Les Mondes parallèles : Le Monde de l'intellect : Lydia, la secrétaire
- 1996 : New York Police Blues : Le Cannibale (The Nutty Confessor) (saison 3 épisode 14) : Jessica Herman
- 1996 : Star Trek: Deep Space Nine :  Le Vrai Courage : Kalandra
- 1996 : Mr. et Mrs. Smith : Deux espions dans le Bayou (The Big Easy Episode) (saison 1 épisode 10) : Haley Rodgers Johnson
- 1997 : Notre belle famille : Le festival rock (Just Say Maybe) (saison 6 épisode 8) : Patti Roberts
- 1997 : Murder One : Chapter Thirteen, Year Two (saison 2 épisode 13) : Lynette Parker
- 1997 : Murder One : Chapter Fourteen, Year Two (saison 2 épisode 14) : Lynette Parker
- 1997 : Murder One : Chapter Fifteen, Year Two (saison 2 épisode 15) : Lynette Parker
- 1997 : Murder One : Chapter Sixteen, Year Two (saison 2 épisode 16) : Lynette Parker
- 1997 : Drôles de Monstres : Showdown/Internal Affairs (saison 4 épisode 12) : Cimarron Kilkenny
- 1998 : Troisième planète après le Soleil : Erodicka (Auto Eurodicka)   (saison 3 épisode 17) : Anita
- 1998 : Les Anges du bonheur : L’escapade (Last Dance)  (saison 4 épisode 25) : Candace
- 1998 : JAG : Les vétérans (The Martin Baker Fan Club)  (saison 4 épisode 5) : Dr. Inge
- 1998 : Le Flic de Shanghaï : La dette (How Sammo Got His Groove Back)   (saison 1 épisode 9) : Elaine Caranza
- 1999 : Ultime Recours : Intimidation (Legalese)  (saison 1 épisode 15) : Dr. Lorraine Simmons
- 1999 : Beverly Hills 90210 : La décision de Lauren (Slipping Away) (saison 9 épisode 17) : Bobbi Kincaid
- 1999 : Beverly Hills 90210 : Cette chère Bobbi (Bobbi Deares) (saison 9 épisode 18) : Bobbi Kincaid
- 1999 : Premiers secours : Mariage tragique (The Wedding)  (saison 1 épisode 4) : Ruth Caraway
- 1999 : Sliders : Les Mondes parallèles : Un monde cupide : Amanda Starr
- 1999 : Star Trek: Voyager : Sur le grand fleuve de la mort (Barge of the Dead)  (saison 6 épisode 3) : Miral, la mère de B'Elanna Torres
- 1999 : Profiler : Péché originel (Original Sin) (saison 4 épisode 7) : Candice Harding
- 2001 : Division d'élite : Rédemption (Redemption) (saison 1 épisode 19) : Helen
- 2002 : Urgences : Aveux difficiles : Mrs. Carlson
- 2002 : Disparition : Au-delà du ciel (Beyond the Sky) (saison 1 épisode 1) : Nun #2
- 2002 : Girlfriends : The Mommy Returns (saison 3 épisode 9) : Sandy Bickle
- 2003 : Girlfriends : Blood Is Thicker Than Liquor (saison 3 épisode 22)
- 2003 : Girlfriends : The Fast Track & the Furious (saison 3 épisode 23) : Sandy Bickle
- 2004 : Cold Case : Affaires classées : L'indic : Terri Maxwell
- 2004 : Kingdom Hospital : Le murmure des âmes (Black noise) (saison 1 épisode 8) : Mrs. Powell
- 2004 : Girlfriends : New York Unbound (saison 4 épisode 24) : Sandy Bickle
- 2004 : Rodney : Rodney's Mom (saison 1 épisode 6) : Patsy
- 2004 : Rodney : Thanksgiving (saison 1 épisode 8) : Patsy
- 2005 : Desperate Housewives : Bienvenue au club : Lois McDaniel
- 2005 : FBI : Portés disparus : Extralucide (Second Sight)  (saison 3 épisode 19) : Hilda
- 2005 : Wanted : Les Bas-Fonds (Sex Pistols) (saison 1 épisode 6) : Taffy Dibortello
- 2005 : Freddie : I'll Be Homeless for Christmas (saison 1 épisode 9) : Mrs. Reyerson
- 2006 : The Evidence : Les Preuves du crime : L'Affaire Laura Green (saison 1 épisode 1: pilote de la série) :  Mrs. Vicarrio
- 2007 : Preuve à l'appui : De la mort à la vie... (Fall From Grace)  (saison 6 épisode 10) :  Sarah Fulton
- 2008 : Battlestar Galactica : La Fuite:  Lilly
- 2008 : Rodney : Hot Tub Blues (saison 2 épisode 19) : Patsy
- 2009 : Les Experts : Miami : L'arrache-cœur : Juge Stets
- 2009 : Les Experts : Miami : Totale dissolution : Juge Gloria Stets
- 2011 : The Closer : L.A. enquêtes prioritaires : Perdue de vue : Linda Prall
- 2011 - 2012 : Whole Day Down : 5 épisodes (DeWitt )
- 2011 : Fresh Hell :  saison 1 épisode 5 : Valerie
- 2012 : Fresh Hell : A Short Time Later (saison 2 épisode 1) : Valerie
- 2012 : Fresh Hell : The Seance (saison 2 épisode 5) : Valerie
- 2012 : Fresh Hell : Dakota Leaving (saison 2 épisode 10) : Valerie

#### Téléfilms
- 1980 : Meurtres sous le soleil de Ron Satlof: Joanie
- 1982 : Terreur mortelle de William Wiard : Allsion
- 1982 : Un piano pour Madame Cimino  de George Schaefer : Alice Cimino
- 1985 : Chaînes conjugales de Larry Elikann : Kate
- 1986 : Assassin de Sandor Stern : Mary Casallas
- 1986 : Verdict de Tony Richardson : Julie
- 1987 : When the Time Comes de John Erman : Joanna
- 1988 : Laura Lansing Slept Here de George Schaefer : Melody Gomphers
- 1989 : Terreur sur la ville de Steve Gethers : J.D. Jackson
- 1990 : Casey's Gift: For Love of a Child de Kevin James Dobson : Donna Bolen
- 1994 : Mémoire truquée de Christopher Leitch : Connie Frawley
- 1997 : L'Antre de Frankenstein de Peter Werner : Irene Lassiter
- 1998 : Best Friends for Life de Michael Switzer : Violet Evans
- 2006 : Mon enfant a disparu de Keoni Waxman : Glenda Whitson
- 2008 : Palisades Pool Party de Jack Monroe : Desiree
- 2010 : Better People de Dorsay Alavi : Jacquie